# روبرت ر. رايت
روبرت ر. رايت (بالإنجليزية: Robert R. Wright)‏ هو سياسي أمريكي، ولد في 16 أغسطس 1844 في الولايات المتحدة، وتوفي بنفس المكان في 4 أغسطس 1927.